# Roman Hoffstetter
Roman Hoffstetter (Roman[us] Hof[f]stetter) OSB (Laudenbach, 1742. április 24. – Miltenberg am Main, 1815. május 21.) német Benedek-rendi szerzetes, zeneszerző és a mélyhegedű virtuóza, „aki Haydn op. 3-ját komponálta.”
Vonósnégyesei mellett három viola da gamba versenyének (1785), a 18. század legvirtuózabb gambaműveinek köszönhette hírnevét, ami arról tanúskodhat, hogy Hoffstetter maga is játszott ezen a hangszeren.

## Élete
Ifjúságáról szinte semmit sem tudunk. Zeneszerzést, hegedülést, gambázást és orgonálást tanulhatott ifjúkorában.
1763-ban tette le a fogadalmat bencés szerzetesként a mainzi püspökséghez tartozó Amorbach kolostorban, és 1766-ban szentelték pappá.
Többféle szerepet is betöltött a monostorban: prior, prior culinaris, és 1783-tól Küchenmeister (konyhamester). Egy nem ismert időpontban kinevezték regens chorinak, azaz a kolostor zenei vezetőjének. Feladatai közepette időt talált arra is, hogy számos hangszeres zeneművet írjon, köztük több brácsaversenyt.
1803-ban, a kolostor feloszlatásakor visszavonult, majd szinte teljesen vakon és süketen néhány rendtársával Miltenbergbe költözött. Itt született meg utolsó miséje is.
Az Amorbachban keletkezett darabok legnagyobb része elveszett vagy elpusztult, amikor a francia hadsereg feloszlatta a kolostort.

## Haydn és Hoffstetter
„Ami csak Haydn tolla alól kikerül, az számomra mind oly szép, oly mélyen ágyazódik belém, hogy nem is tudom magam visszatartani, kénytelen vagyok egyet s mást tehetségemhez mérten leutánozni.)”

– 1802. január 11-i Fredrik Samuel Silverstolpe-hoz intézett levele

Joseph Haydn tisztelőjeként annak stílusában írt, több korábban Haydnnak tulajdonított műről is kiderült, hogy ő az alkotójuk. Ezek közül a legismertebb a hat opus 3-as vonósnégyes, ezekről csak a legújabb kutatások mutatták ki, hogy feltehetően Roman Hoffstetter a szerzőjük.
Személyét ezek a kutatási eredmények hozták reflektorfénybe.
Az op. 3 bizonytalan szerzősége már a 19. század közepétől kezdve foglalkoztatta a zenetörténészeket, C.F.Pohltól H.C.Robbins Landonig mindenki kifejtette véleményét ebben a témában.
Hoffstetter műveinek gondos tanulmányozása, kritikai vizsgálata feltárta, melyek azok a jegyek, amelyek révén ezek a Haydn-kompozícióktól mégis megkülönböztethetőek.
Feltehető, hogy a művek kiadója a jobb eladhatóság érdekében írta át a szerző nevét Signor Hofstetterből Haydnná. Az ifjúkori műveinek listáját később jóváhagyó és rendkívül nagy életművű Haydnnak már aligha tűnt fel a jól beilleszkedő idegen toll – ha ugyan, mint azt Somfai László azt kétségbe is vonja, egyáltalán Haydn tudtával kerültek bele a kiadásba az avoués par l’autheur szavak. A teljes bizonyosságot a szerzőségről csak egy szenzációs új forrásanyag hozhatná meg.

## Ikertestvére
A személyével kapcsolatos további tévesztésekre ad okot, hogy Johann Urban Alois Hoffstetter (1742 k. – 1810), aki feltehetően ikertestvére, és szintén zeneszerző volt, és korábban ő is szóba jött Haydn op.3-ának esetleges szerzőjeként. A későbbi kutatások azonban kimutatták, hogy ez nem lehetséges.

## Svédországi kapcsolatok
Hoffstetter nevét már a Haydnnak tulajdonított darabok szerzőségének tisztázása előtt is ismertté tette a „svéd Mozart”-tal, azaz az amorbachi születésű és európai hírnevű vél lett Joseph Martin Krausszal (1756. Miltenberg am Main – 1792. Stockholm) való barátsága, és a Kraus svédországi letelepedését követően folytatott levelezés. Ebből a levelezésből tudjuk azt is, hogy kettőjük barátsága eredményeképpen születtek meg violaversenyei is. A briliáns Krausszal való közeli barátsága arról is tanúskodik, hogy Hoffstetter szellemes, vonzó és mély tudású ember lehetett.
Azt, hogy a rajongva tisztelt Haydnnal kapcsolatba léphessen szintén egy svédországi levelezőpartnere szervezte meg, mégpedig Fredrik Samuel Silverstolpe svéd diplomata, aki első életrajzírójává is lett.

## Műveiről
Haydn mintájára alkotta meg Divertimenti a quattro című művét, ami bár nem éri el Haydn mélységét, de könnyen érthető, és vonzó stílusú. További művei között misék és más egyházik zenék szerepelnek.

## Műveinek listája
A lista alapjául a következő enciklopédia szolgált: „Die Musik in Geschichte und Gegenwart.”

### Hangszeres művek
- Divertimento F-Dur für 2 Violinen, Viola und Bass (um 1765), Manuskript in Basel, Öffentliche Bibliothek der Univiversität

- Divertimento F-Dur für 2 Violinen, (um 1765), (eleszett);

- 6 Streichquartette op. 1, Amsterdam um 1770, D. Diller, um jeweils 1 Satz gekürzt Berlin und Amsterdam 1776, Hummel, in London u. Paris seit 1774 unter dem Namen J. Haydn (s. Hob. III: D 1);

- 6 Streichquartette, Paris um 1775, Bailleux, u. weitere Ausg., bisher als op. 3 unter dem Namen J. Haydn veröff. (s. Hob. III: 13-18)

- 6 Streichquartette op. 2, Mannheim um 1780, Götz

- 3 Viola- Konzerte, Es-Dur (um 1785), Manuskript in Berlin, DeutscheStaatsBibliothek, und Lund UniversitaetsBibliothek,

- G-Dur (um 1785), Manuskript in Lund Universitätsbibliothek,

- C-Dur (vermutlich um 1785), Manuskript ebda.

### Egyházi zene
- Messe C-Dur (um 1800), Manuskript in Walldürn, Kath. Pfarrkirche;

- Messe G-Dur, Manuskript in Haltenbergstetten, Fürst zu Hohenlohe-Jagstberg'sche Bibliothek;

- Messe G-Dur/D-Dur, Manuskript in Haltenbergstetten, Fürst zu Hohenlohe-Jagstberg'sche Bibliothek;

- 7 további elveszett mise;

- 2 Lieder 4 v.m. Orgelbegleitung, »Du, Gott, von aller Ewigkeit« u. »Auserwählte Gotteskinder« (um 1800) in Siona, Eltville, Jacob Becker.

### Bizonytalan szerzőségű művek
- Vespera de Dominica (legkésőbb 1780), Manuskript in Tübingen, Schwäbisches Landesmusikarchiv (Musikwissenschaftliches Institut der Univ.), Sammlung Ochsenhausen;

- Vespera de Dominica (um 1780), Manuskript in Tübingen, Schwäbisches Landesmusikarchiv (Musikwissenschaftliches Institut der Univ.), Sammlung Ochsenhausen;

- 1 Lauretanische Litanei (legkésőbb 1782), Manuskript in München, Bayer. Staatsbibliothek, Sammlung . Weyarn;

- Vesper, Manuskript in München, Bayer. Staatsbibliothek

- Tracto Ecce panis, Fractu demum, Manuskript in Bartenstein, Schloß Hohenlohe-Bartenstein

## További források
- Bónis Ferenc (1969). „Szenzáció a Haydn-kutatásban” (magyar nyelven). Muzsika 1969 (3).

- Fine, Marschall J.. The Viola Concertos of Fr. Roman Hoffstetter, O.S.B.: A New Edition Based on the Manuscripts Found at the University of Lund. (angol nyelven). Memphis Starte University (1990). Hozzáférés ideje: 2009. január 25.

- Musik u. Musiker am Mittelrhein I. Mainz 1974, Schott (= Beiträge zur mittelrheinischen Musikgeschichte 20)

- RISM: Einzeldrucke vor 1800 IV. Kassel usw. 1974, BVK

- G. F(eder): Aus Roman Hoffstetters Briefen in Haydn-Studien. Veröffentlichungen des Joseph Haydn-Instituts Köln I, Okt. 1966, 198-201

- L. Finscher: Studien zur Geschichte des Streichquartetts I. Habilitationsschrift Saarbrücken 1967, Kassel usw. 1974, BVK (= Saarbrücker Studien zur Musikwissenschaft 3)

- A. van Hoboken: Joseph Haydn. Thematisch-bibliographisches Werkverzeichnis I, Mainz, 1957, Schott

- C. G. Stellan Mörner: Haydniana aus Schweden um 1800 in Haydn-Studien. Veröffentlichungen des Joseph Haydn-Instituts Köln II, März 1969, 29f.

- E. Fr. Schmid: Die Orgeln der Abtei Amorbach. Ihr Bau und ihre Stellung in Neckar u. Main. Heimatblätter des Bezirksmuseums Buchen e.V., Heft 17)

- E. Fr. Schmid: Die Orgeln der Abtei Amorbach. Eine Musikgeschichte des Klosters, 2. neu bearbeitete Auflage von Fr. Bösken, Mainz, 1963, Schott (= Beiträge zur mittelrheinischen Musikgeschichte 4)

- E. Schmitt: Die kurpfälzische Kammermusik im 18. Jh. Philologische Dissertation Heidelberg, 1958, maschinenschriftlich

- K. Fr. Schreiber: Biographie über den Odenwälder Komponisten Joseph Martin Kraus- Buchen, 1928, Verlag des Bezirksmuseums Buchen e.V.

- H. Unverricht (unter Mitarbeit v. A. Gottron u. A. Tyson): Die beiden Hoffstetter. Zwei Komponisten- Porträts mit Werkverzeichnis. Mainz, 1968, Schott (= Beiträge zur mittelrheinischen Musikgeschichte 10) ISBN 3795713102;

- H. Unverricht: Die Kammermusik, Köln 1972, Arno Volk Verlag (= Das Musikwerk, herausgegeben von K. G. Fellerer, 46) Hubert Unverricht